# Кантри в Малибу
Кантри в Малибу (англ. Malibu Country) — американский комедийный сериал с кантри-певицей Рибой Макинтайр в главной роли, премьера которого состоялась в сезоне 2012—2013 на телеканале ABC. Макинтайр является продюсером сериала и исполняет главную роль Рибы Галлахер, разведённой матери и бывшей жены музыканта (Джеффри Нордлинг), которая переезжает из Нэшвилла с детьми и матерью (Лили Томлин) в Малибу, где она собирается возродить свою музыкальную карьеру. Премьера сериала состоялась 2 ноября 2012 года. 12 ноября телеканал заказал дополнительные 3 эпизода, а 28 ноября — ещё 2 эпизода, увеличив тем самым количество эпизодов сезона до 18-ти. 10 мая 2013 года канал закрыл сериал после одного сезона.

## В ролях
- Риба Макинтайр — Риба Галлагер, разведённая мать с двумя детьми, которая решает переехать с семьей из Нэшвила в Малибу чтобы возродить свою карьеру певицы[8]
- Сара Рю — Ким Ласситер, соседка Рибы в Малибу[8]
- Джастин Прентис — Кэш, сын Рибы[8]
- Джульетта Анджело — Сара, дочь Рибы[8]
- Лили Томлин — Ширли, мать Рибы[8]
- Джеффри Нордлинг — Рассел Ховард, бывший муж Рибы[8]

## Разработка и производство
ABC купил сценарий пилотного эпизода производства Макинтайр в сентябре 2011 года. Съемки пилота проходили в марте-апреле 2012 года. Кастинг на постоянные роли начался в феврале. 24 февраля было объявлено, что лауреат премии «Эмми» — Лили Томлин будет играть роль матери Рибы. 1 марта Сара Рю присоединилась к пилоту в роли очень оптимистичной соседки Рибы, у которой сын гей. 9 марта Джульетта Анджело и Джастин Прентис получили роли детей главной героини. 11 мая 2012 года ABC официально заказал съемки первого сезона.

## Реакция
Пилотный эпизод получил в основном смешанные отзывы от большинства критиков. Многие критики отмечали схожесть сериала с предыдущим шоу Рибы и его не оригинальность, однако положительно оценивали работу актёров.
Премьера сериала привлекла к экранам более девяти миллионов зрителей, а рейтинг в демографической категории 18-49 составил 2,3. Это позволило сериалу стать самой рейтинговой программой вечера и повысило средние показатели канала по пятницам.